# العقال بحري
قرية العقال بحري هي إحدى القرى التابعة لمركز البداري في محافظة أسيوط في جمهورية مصر العربية. حسب إحصاءات سنة 2006، بلغ إجمالي السكان في العقال بحري 21401 نسمة، منهم 10499 رجل و10902 امرأة.